# Bagaraatan ostromi
Bagaraatan ostromi („Ostromův malý lovec“ v mongolštině) byl druh menšího teropodního dinosaura z období pozdní křídy (asi před 70 miliony let). Fosilie tohoto rodu byly objeveny v mongolském geologickém souvrství Nemegt.

## Popis
Bagaraatan byl menším teropodem, dosahoval celkové délky asi 3 až 3,5 metru. Jeho kostra vykazovala nápadné "ptačí" anatomické znaky. Pravděpodobně šlo o relativně štíhle stavěného predátora, který dosahoval hmotnosti kolem 60 až 70 kg.

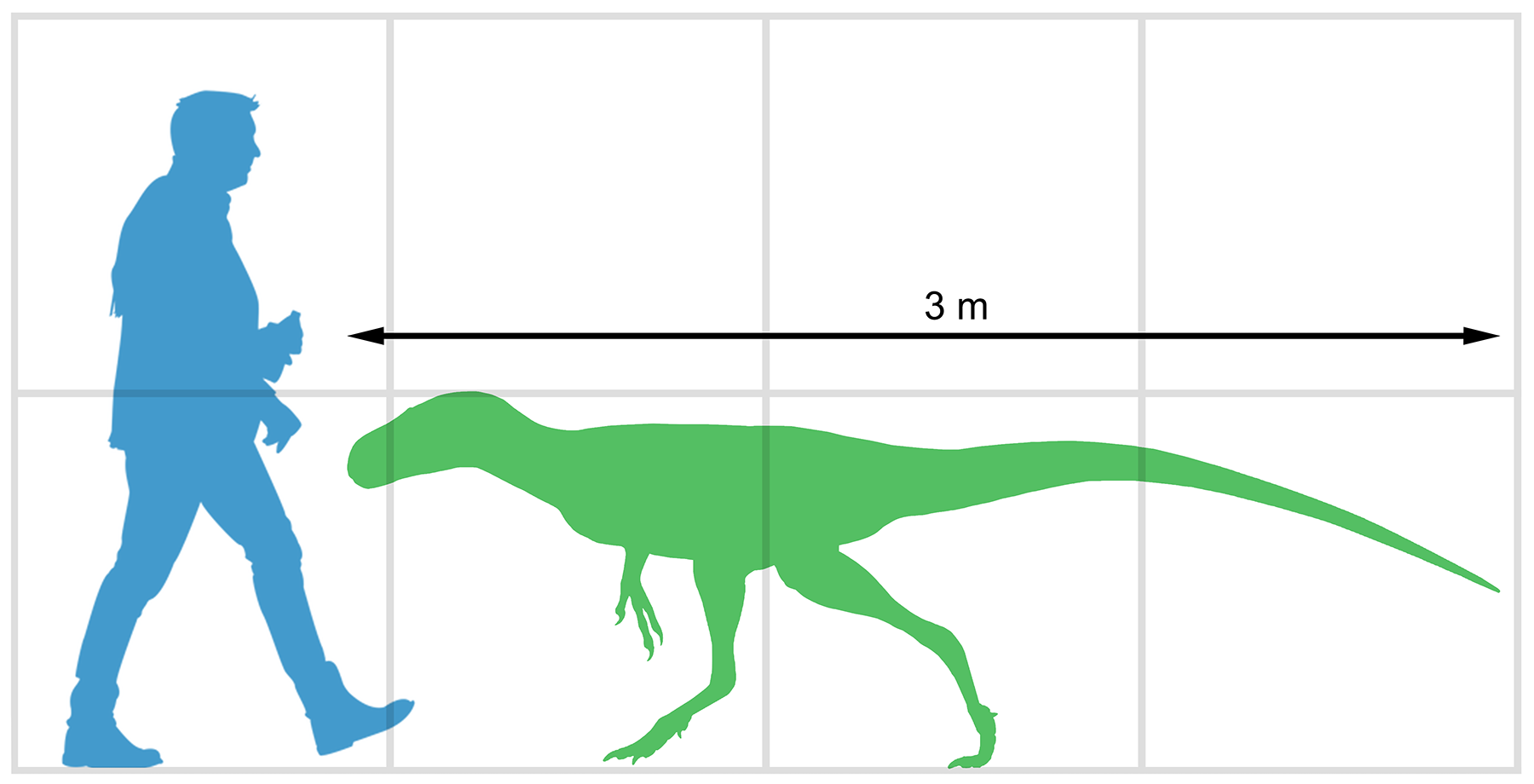
Bagaraatan - velikostní srovnání s člověkem

## Historie a systematika
Typový druh B. ostromi byl popsán polskou paleontoložkou Halszkou Osmólskou v roce 1996. Postkraniální kostra (kat. ozn. ZPAL MgD-I/108) byla popsána jako "podobná ptačí", lebka zase vykazuje znaky typické pro více různých skupin teropodů (maniraptorů, bazálních tyranosauroidů nebo troodontidů). Pravděpodobně šlo o pozdního vývojově primitivního tyranosauroida.